# André Hanssen
André Hanssen (Tromsø, 31 gennaio 1981) è un ex calciatore norvegese, di ruolo centrocampista.

## Palmarès

### Club

#### Competizioni nazionali
- Coppa dei Paesi Bassi: 1

Heerenveen: 2008-2009
- Coppa di Norvegia: 1

Strømsgodset: 2010